# Eleanor Rigby
Eleanor Rigby (Lennon/McCartney) är en låt av The Beatles från 1966.

## Låten och inspelningen
En av Beatles mer dystra och socialrealistiska texter om en ensam gammal ungmös meningslösa liv och död kom till på en ganska snårig väg. McCartney hade först kallat huvudpersonen Daisy Hawkins, men då han besökte fästmön Jane Asher, som jobbade på teater i Bristol, hade han knåpat vidare på texten och fått ”Rigby” från en lokal klädaffär och ”Eleanor” efter Eleanor Bron, som spelade den kvinnliga huvudrollen i Hjälp!. Undermedvetet kan han dock ha tagit namnet från en gravsten på kyrkogården vid St. Peters Church i Woolton, Liverpool, där en Eleanor Rigby (1895-1939) vilar. Paul McCartney har själv hävdat att Eleanor Rigby var en lågavlönad diskare på Liverpool City Hospital. Man knåpade gemensamt ihop texten en kväll tillsammans med vänner hemma hos Lennon. Prästen hette från början McCartney men döptes om till MacKenzie varefter Ringo kom med idén om att han kunde stoppa strumpor om kvällen. Refrängen enades man om kollektivt. 
Man färdigställde sedan låten vid tre olika sessioner, 28–29 april samt 6 juni 1966. Utöver Lennon och McCartney medverkade Tony Gilbert, Sidney Sax, John Sharpe, Jurgen Hess (alla på violin), Stephen Shingles, John Underwood (båda på viola) samt Derek Simpson och Norman Jones (båda på cello). Låten finns med på LP:n Revolver, som utgavs i England och USA den 5 augusti respektive den 8 augusti 1966. Den kom även att utges som singel tillsammans med "Yellow Submarine" och låg etta i England i augusti och september 1966 men den gick sämre i USA, där gemene man hade svårt ta till sig innehållet.